# Sprachheilpädagogik
Die Sprachheilpädagogik ist eine Integrationswissenschaft, die sich mit wissenschaftlichen Methoden z. B. der Pädagogik, Linguistik, Medizin und Psychologie interdisziplinär in Theorie und Praxis mit sprachlich und kommunikativ beeinträchtigten Menschen personen- und fähigkeitsbezogen schulisch und außerschulisch in den Handlungsfeldern Erziehung und Unterricht befasst.
Größte Bedeutung im Bereich der Entwicklung der Sprachheilpädagogik kommt dabei der Familie Gutzmann zu. Der Taubstummenlehrer Albert Gutzmann (1837–1910) kann hier als Begründer angesehen werden.
Sprachheilpädagogik betont aber im Gegensatz zu den anderen sonderpädagogischen Richtungen wie z. B. der Geistigbehindertenpädagogik oder Lernbehindertenpädagogik, bei denen es keine entsprechenden Pendants gibt, besonders ihren Heilsanspruch, also nicht das, was faktisch ist (Behinderung), sondern das, was werden kann.
Zu den verwandten Fachdisziplinen zählen Sprechwissenschaft, Sprecherziehung, Klinische Linguistik und Logopädie.
Im Bereich der Sprachheilpädagogik arbeiten unter anderem Diplom-Sprachheilpädagogen und examinierte Sprachheilpädagogen. Diese absolvieren ein fünfjähriges Hochschulstudium und verfügen damit eine akademische Ausbildung. Für eine Kassenzulassung sind überdies noch eine bestimmte Anzahl Stunden Therapie unter Supervision in verschiedenen Störungsbildern nachzuweisen.